# Ian Lariba

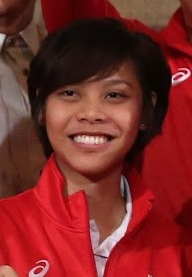
Ian Lariba in 2016

Ian Lariba (Cagayan de Oro, 13 oktober 1994 - Taguig, 2 september 2018) was een Filipijns tafeltennisster.
Lariba begon haar carrière als tafeltennisster in haar studententijd. Ze speelde namens De La Salle University in de Filipijnse competitie voor universiteitsteams, de UAAP en groeide daarin uit de een van de beste speelsters. Ze won in drie jaar tijd eenmaal een rookie of the year-onderscheiding en tweemaal was ze de MVP (Most Valuable Player) in de teamcompetitie. Ze speelde ook diverse internationale toernooien voor de Filipijnen. Zo deed ze in 2013 en in 2015 mee aan de Zuidoost-Aziatische Spelen en kwalificeerde zich in 2016 voor het individuele tafeltennistoernooi van de Olympische Zomerspelen 2016. Ze was daarmee de eerste Filipijnse tafeltennisser ooit die zich wist te kwalificeren voor de Olympische Spelen. Bij deze Olympische Spelen was ze bovendien de Filipijnse vlaggendrager tijdens de openingsceremonie.
Lariba overleed in 2018 op 23-jarige leeftijd in een ziekenhuis in Taguig aan de gevolgen van leukemie.